# 平新来
平新来（1965年7月—），男，汉族，江苏海安人，中华人民共和国政治人物。现任新疆维吾尔自治区人大常委会副主任。